# 嘉色活佛
嘉色活佛是青海佑宁寺的寺主活佛，至今为止共转十三世，前七世系追认。明万历年间一世嘉色活佛受四世达赖喇嘛与四世班禅喀尔德尼派遣来到青海创立了佑宁寺。

## 历世嘉色活佛
| 世代               | 生卒年         | 中文姓名                    |
| ------------------ | -------------- | --------------------------- |
| （第一世）         |                | 噶丹普穹哇                  |
| （第二世）         |                | 乃邬苏尔巴                  |
| （第三世）         | ？－1369年     | 嘉色托麦巴                  |
| （第四世）         |                | 多旦·降白嘉措               |
| （第五世）         | 1429年－？     | 喜饶佩                      |
| （第六世）         |                | 群佩嘉措                    |
| 第一世（第七世）   |                | 嘉色·端悦却吉嘉措           |
| 第二世（第八世）   |                | 嘉色·罗桑丹增               |
| 第三世（第九世）   | 1696年－1740年 | 嘉色·罗桑阿旺晋美·意希扎巴  |
| 第四世（第十世）   | 1743年－       | 嘉色·噶桑图登·晋美嘉措      |
| 第五世（第十一世） |                | 嘉色·罗桑阿旺·托麦·丹增嘉措 |
| 第六世（第十二世） |                | 嘉色·阿旺罗桑晋美·崔臣嘉措  |
| 第七世（第十三世） |                | 嘉色·罗桑图登·晋美坚赞      |